# Latimer (Kansas)
Latimer es una ciudad ubicada en el condado de Morris en el estado estadounidense de Kansas. En el año 2010 tenía una población de 20 habitantes y una densidad poblacional de 100 personas por km².

## Geografía
Latimer se encuentra ubicada en las coordenadas 38°44′16″N 96°50′46″O / 38.73778, -96.84611 (38.737844, -96.846059).

## Demografía
Según la Oficina del Censo en 2000 los ingresos medios por hogar en la localidad eran de $21,875 y los ingresos medios por familia eran $13,750. Los hombres tenían unos ingresos medios de $20,000 frente a los $0 para las mujeres. La renta per cápita para la localidad era de $14,536. Alrededor del 18.2% de la población estaban por debajo del umbral de pobreza.